# 海福爾斯 (阿拉巴馬州)
海福爾斯（英語：Highfalls）是一個位於美國阿拉巴馬州傑尼瓦縣的非建制地區。該地的面積和人口皆未知。

## 地理
海福爾斯的座標為31°05′55″N 85°48′00″W / 31.09861°N 85.80000°W，而該地最高點為海拔高度77米（即253英尺）。